# Jinggoy Estrada
José Pimentel Ejército Jr., meglio noto come Jinggoy Ejercito Estrada o più semplicemente Jinggoy Estrada (Manila, 17 febbraio 1963), è un politico e attore filippino.
Figlio dell'ex Presidente delle Filippine Joseph Estrada, prima di entrare nello scenario politico del paese guadagnò popolarità come attore cinematografico, recitando come protagonista in numerose pellicole d'azione.

## Biografia
José Pimentel Ejército Jr. nacque il 17 febbraio 1963 nella città di Manila, figlio dell'attore Joseph Estrada e di Loi Estrada.
Terminò la sua istruzione primaria e secondaria presso l'Università Ateneo de Manila.
Nel 1992 venne eletto Sindaco della città di San Juan, ricoprendo tale carica sino al 2001. Si candidò quindi alle elezioni per il Senato nel 2004, dove si classificò decimo con oltre undici milioni di voti. Nel 2010 fu rieletto per il suo secondo mandato. Il 20 giugno 2014 la Corte del Sandiganbayan rilasciò un ordine di arresto nei suoi confronti, a causa di accuse di corruzione legate allo scandalo del Pork Barrel. Tre giorni più tardi si arrese alle forze dell'ordine su appello del padre, chiedendo di essere incarcerato presso un centro di custodia nel Camp Crame della Polizia Nazionale Filippina.